# Scheduled Monument
Ein Scheduled Monument ist eine geschützte archäologische Stätte im Vereinigten Königreich. Im Gegensatz zu Listed Buildings sind Scheduled Monuments im Regelfall unbewohnt.
Gesetzlich beruht der Schutz auf dem Ancient Monuments and Archaeological Areas Act 1979. Die Monumente werden vom Department for Digital, Culture, Media and Sport als solche erklärt, das Ministerium führt auch die Liste, in der sie geführt sind. Im Vereinigten Königreich gibt es etwa 20.000 Scheduled Monuments.